# Последствия глобального потепления
Последствия глобального потепления — экономические и социальные изменения вызванные выбросами парниковых газов. Существует научный консенсус о том, что изменение климата действительно происходит, и что деятельность человека является основным движущим фактором. Многие из последствий изменения климата, такие как отступление ледников, более раннее цветение растений, и изменение в производительности сельского хозяйства наблюдаются уже сегодня.
Будущие последствия изменения климата будут варьироваться в зависимости от политики в области изменения климата. Два основных направления в политике, нацеленной на решение проблемы изменения климата, это сокращение выбросов парниковых газов человеком, и адаптация к последствиям изменения климата. Геоинженерия является ещё одним вариантом политики.
В краткосрочной перспективе политика в отношении климатических изменений может оказать положительный долгосрочный эффект. Строгая политика по смягчению последствий изменения климата может ограничить глобальное потепление к 2100 году примерно до 2 °C, или ниже. Увеличение мирового потребления энергии, и расширение добычи ископаемого топлива, может привести к глобальному потеплению примерно на 4 °C. Более высокие увеличения температур значительно затруднят адаптацию, и повысят риски негативных последствий.
Согласно докладу IPCC, опубликованному в августе 2021 года, уровень моря будет повышаться на протяжении сотен или тысяч лет, даже если глобальное потепление будет остановлено. Даже если потепление удастся остановить на уровне 1,5 °C, уровень моря все равно поднимется минимум на 2-3 метра. Из-за этого участятся наводнения. При стремительном потеплении уровень моря может подняться на 15 метров к 2300 году. Ближайшим негативным последствием потепления авторы доклада считают резкое изменение циркуляции океана. Это может ослабить муссоны в Африке и Азии, усилить их в Южном полушарии, свести на нет Гольфстрим и «высушить» Европу.

## Определение
Термин «изменение климата» означает глобальное изменение температур, сохранявшихся до этого долгий период времени. Всемирная метеорологическая организация определяет этот период как 30 лет. Последствия могут включать в себя глобальное потепление, изменения в количестве дождевых осадков, увеличение частоты экстремальных погодных явлений. Изменение климата может быть вызвано естественными причинами, такими как антропогенный фактор, изменение солнечной активности, или изменение состава атмосферы. Любое антропогенное воздействие на изменение климата может происходить на фоне естественных климатических изменений. Кроме того, человеческая деятельность может увеличивать, или уменьшать уязвимость климата (например рост населения у берегов, или в засушливых регионах).
Вдобавок термин «антропогенный фактор» относится не только к естественному воздействию человека на окружающую среду, но и к искусственному.